# Migré
Migré é uma comuna francesa na região administrativa da Nova Aquitânia, no departamento de Charente-Maritime. Estende-se por uma área de 14,3 km². Em 2010 a comuna tinha 345 habitantes (densidade: 24,1 hab./km²).